# Кулькин, Евгений Александрович
Евгений Александрович Кулькин (15 мая 1929, Новоаннинский, Нижне-Волжский край — 11 мая 2019, Волгоград) — русский писатель, поэт и редактор, журналист. Автор многих поэтических сборников и романов, в том числе трилогий «Прощеный век», «Хазарань», «Обручник», романов «Смертный грех», «Раздоры», «Родная кровь». Проживал в Волгограде.

## Биография
Многие годы работал журналистом, редактором радио. Автор многих поэтических сборников среди которых: «Первая книжка», «Особые приметы», «Иду на зов», «Заповедь», «Внезапный дождь», «Песенный причал». Получил звание «Человек года-2009» по версии «Царицынской Музы». За трилогию «Прощеный век» (романы «Крушение», «Покушение», «Искушение») стал лауреатом Всероссийской премии «Сталинград» в юбилейном для Сталинградской победы 2003 году.
В 2009 году получил 1-ю премию (общероссийскую) «Большой литературной премии России» Союза писателей России.
В 2011 году Евгений Кулькин открыл в посёлке Самофаловка Городищенского района Волгоградской области библиотеку, которой было присвоено его имя.

## Семья
Женат на поэтессе Елизавете Викторовне Иванниковой. Два сына — Игорь Кулькин (писатель), Евгений Кулькин (журналист).